# الی کت
«الی کت» (انگلیسی: Alley Cat (video game)) یک بازی ویدئویی در سبک سکوبازی است که توسط آی‌بی‌ام و در سال ۱۹۸۳ و در پلت‌فرم‌های داس و کمودور ۶۴ منتشر شده‌است.